# Liubtxa
Liubtxa (en rus: Любча) és un poble del krai de Primórie, a l'Extrem Orient de Rússia, que en el cens del 2010 no tenia cap habitant. Es troba al districte rural de Khankaiski.